# 霞ケ丘 (横浜市西区)
霞ケ丘（かすみがおか）は、神奈川県横浜市西区の町名。「丁目」の設定のない単独町名である。住居表示未実施区域。

## 地理
横浜市西区南部に位置する。北で西戸部町、北東で老松町、南東で赤門町、南で三春台に接する。町内の南側を藤棚浦舟通りが東西に横断しており、それを跨ぐ霞橋が周辺のランドマークとなっている。また、野毛山公園の一部が町域内に存在する。

### 地価
住宅地の地価は、2024年（令和6年）7月1日時点の神奈川県地価調査によれば、霞ケ丘45番2の地点で23万6000円/m²となっている。

## 歴史

### 沿革
- 1935年（昭和10年）7月1日 - 南太田町の一部を分離し、霞ケ丘を新設。横浜市中区霞ケ丘となる[7]。
- 1944年（昭和19年）4月1日 - 西区の新設に伴い、横浜市西区霞ケ丘となる[8]。

## 世帯数と人口
2025年（令和7年）6月30日現在（横浜市発表）の世帯数と人口は以下の通りである。
| 町丁   | 世帯数    | 人口    |
| ------ | --------- | ------- |
| 霞ケ丘 | 1,271世帯 | 2,062人 |

### 人口の変遷
国勢調査による人口の推移。
| 年                 | 人口  |
| ------------------ | ----- |
| 1995年（平成7年）  | 2,095 |
| 2000年（平成12年） | 2,053 |
| 2005年（平成17年） | 1,846 |
| 2010年（平成22年） | 1,869 |
| 2015年（平成27年） | 1,776 |
| 2020年（令和2年）  | 2,018 |

### 世帯数の変遷
国勢調査による世帯数の推移。
| 年                 | 世帯数 |
| ------------------ | ------ |
| 1995年（平成7年）  | 934    |
| 2000年（平成12年） | 927    |
| 2005年（平成17年） | 878    |
| 2010年（平成22年） | 977    |
| 2015年（平成27年） | 939    |
| 2020年（令和2年）  | 1,121  |

## 学区
市立小・中学校に通う場合、学区は以下の通りとなる（2024年11月時点）。
| 番・番地等 | 小学校               | 中学校             |
| ---------- | -------------------- | ------------------ |
| 1〜10番地  | 横浜市立一本松小学校 | 横浜市立老松中学校 |
| 11〜29番地 | 横浜市立東小学校     | 横浜市立老松中学校 |

## 事業所
2021年現在の経済センサス調査による事業所数と従業員数は以下の通りである。
| 町丁   | 事業所数 | 従業員数 |
| ------ | -------- | -------- |
| 霞ケ丘 | 17事業所 | 83人     |

### 事業者数の変遷
経済センサスによる事業所数の推移。
| 年                 | 事業者数 |
| ------------------ | -------- |
| 2016年（平成28年） | 19       |
| 2021年（令和3年）  | 17       |

### 従業員数の変遷
経済センサスによる従業員数の推移。
| 年                 | 従業員数 |
| ------------------ | -------- |
| 2016年（平成28年） | 84       |
| 2021年（令和3年）  | 83       |

## 交通

### 鉄道
町内に鉄道は通っておらず、京急線日ノ出町駅が最寄である。

### 路線バス
町域内には以下の路線バスが運行されている。

#### 横浜市営バス
- 32系統（保土ヶ谷車庫 - 保土ヶ谷駅東口 - 久保山 - 霞ヶ丘 - 曙町 - 関内駅 - 市庁前など）
- 68・102・324系統（横浜駅 - 藤棚 - 霞ヶ丘 - 黄金町 - 浦舟町 - 中村橋 - 滝頭など）
- 89系統（ぶらり野毛山動物園BUS）：（横浜駅東口 - 桜木町駅 - 野毛坂 - 一本松小学校）

## 施設
- 野毛山公園
- 横浜霞ヶ丘郵便局
- 戸部警察署一本松交番
- 霞ヶ丘幼稚園
- 日本ナザレン教団横浜教会

## その他

### 日本郵便
- 郵便番号：220-0035[3]（集配局：神奈川郵便局[18]）

### 警察
町内の警察の管轄区域は以下の通りである。
| 番・番地等 | 警察署     | 交番・駐在所 |
| ---------- | ---------- | ------------ |
| 全域       | 戸部警察署 | 一本松交番   |